# Північна Вавунія (підрозділ окружного секретаріату)
Підрозділ окружного секретаріату Північна Вавунія — підрозділ окружного секретаріату округу Вавунія, Північна провінція, Шрі-Ланка. Складається з 20 Грама Ніладхарі.